# Karl Friedrich von Wickede
Karl Friedrich von Wickede, auch Carl, Friedrich Carl, vollständig C/Karl Georg Gottlieb Friedrich von Wickede (* 1. August 1827 in Güstrow; † 13. November 1881 in Frankfurt am Main) war ein deutscher Schriftsteller und Pädagoge.

## Leben
Er stammte aus dem mecklenburgischen Zweig der Lübecker Patrizierfamilie von Wickede und war ein Sohn des Landdrosten und späteren Landessteuerdirektors Ludwig August Leonhard von Wickede (1797–1867). Nach dem Besuch der Großen Stadtschule in Rostock machte er ab 1843 eine Kaufmannslehre in Stettin. 1849 wanderte er in die USA aus. Hier war er zunächst Postgehilfe in New Orleans und ging dann nach New York City, wo er das Seifensieder-Handwerk erlernte. Anschließend zog er als Farmer und Jäger nach Iowa. Zwei Mal kehrte er nach Deutschland zurück und lebte vorübergehend auch in Kanada.
1865 kam er endgültig nach Deutschland zurück und wurde in Württemberg Hilfsarbeiter bei der Zentralstelle für Handel und Gewerbe. 1869 wirkte er als Sprachlehrer in Mannheim, wurde jedoch wegen einer Schrift über Kaspar Hauser aus dem Großherzogtum Baden ausgewiesen. Daraufhin zog er nach Frankfurt am Main, wo er bis an sein Lebensende blieb.
Neben Artikeln für die Hausblätter von Edmund Hoefer und Friedrich Wilhelm Hackländer ab 1855 verfasste er Reisebilder und amerikanische Novellen. 1877 veröffentlichte er eine neue deutsche Übersetzung der Lederstrumpf-Erzählungen von James Fenimore Cooper für die Jugend bearbeitet.

## Werke
- Der falsche Erbe. Roman. 2 Bände, Otto Janke, Berlin 1868

Digitalisat der Bayerischen Staatsbibliothek Band 1;  Digitalisat Band 2
- Am Vater der Ströme. Reise-Erinnerungen vom Mississippi. 1878
- Amerikanische Jagd- und Reise-Abenteuer. 1878
- Des Dämons Vermächtniß. Historischer Roman. 2 Bände 1878
- Die Gottesgeißel. Historischer Roman. 2 Bände 1879
- Amerikanische Novelletten. 2 Bände Leipzig: Reclam 1879
- Schattenbilder aus der Geisterwelt. Novellen. 1881